# Фуси напівкоксування
Фуси напівкоксування — відходи вуглехімічного виробництва при напівкоксуванні. Вони представлені на 50 % смолами важких фракцій і твердих вуглецевих включень. Утворюються фуси при конденсації парогазових продуктів у попередніх холодильниках напівкоксування вугілля. Фуси відносяться до категорії відходів — продуктів, вихід яких становить близько 1 % маси вугілля, що переробляється. За зовнішнім виглядом фуси — густа в'язка смола темно-коричневих кольорів. Їх хімічний склад визначається сумішшю смол та вуглецевих продуктів. Фуси відрізняються низькою температурою розм'якшення. Легко окиснюються. Цьому сприяє наявність у них великої кількості напівкоксового пилу з розвинутою пористою поверхнею.
Використовуються як зв'язуюча речовина.
Для підвищення адгезійної здатності фуси додатково термічно переробляють або окиснюють киснем повітря. У цілому кам'яновугільні фуси мають більш низь-ку зв'язуючу здатність, чим фуси напівкоксування. Їх витрати при брикетуванні становлять близько 15 % (фуси напівкоксування — 11 %, кам'яновугільний пек — 7-9 %).